# Slogonsko
Slogonsko je naselje v Občini Brežice.

## Prebivalstvo
Etnična sestava 1991:
- Slovenci: 140 (95,2 %)
- Hrvati: 4 (2,7 %)
- Neznano: 1
- Regionalno opredeljeni: 2 (1,4 %)